# Joan Xipell i Pujol
Joan Xipell i Pujol (Sant Julià de Vilatorta, Osona, 1859 - Barcelona, 1912) fou un enginyer industrial que figurà com a delegat en la llista oficial de l'Assemblea de Manresa (1892).